# Jean de Lettes
Jean de Lettes est un prélat français du XVIe siècle, né à une date inconnue, probablement autour de 1500, en un lieu inconnu, mais probablement au château de Puissalicon que possédait sa famille, mort probablement à Aubonne en 1563. Il a été un des 16 évêques français accusés d'être apostats, au XVIe siècle.

## Biographie

### La famille
Il est le fils d'Antoine de Lettes, seigneur de Puissalicon, et de Blanche des Prés de Montpezat, sœur de l'évêque Jean des Prés-Montpezat. De ce mariage sont nés trois filles et deux fils :
- Blanche, mariée à Charles de Roquefeuil-Blanquefort, fils de Bérenger de Roquefeuil-Blanquefort,
- NN, mariée à un membre de la famille de Saint-Félix qui a fait carrière au parlement de Toulouse,
- Antoinette, mariée à Jean de Murviel, marquis de Murviel, baron de Pégairolles de Buèges et autres places,
- Antoine de Lettes (1490-1544), militaire français, seigneur de Montpezat, lieutenant général en Languedoc, maréchal de France en 1543,
- Jean de Lettes, qui a été évêque de Béziers puis de Montauban, abbé de Moissac, avant de passer au protestantisme, en 1556 pour pouvoir se marier, baron d'Aubonne, dans le canton de Vaud, en 1556.

### Évêque de Béziers, de Montauban et abbé de Moissac
Étant le cadet de la famille, il va entrer dans les ordres. Cela lui est d'autant plus facile que sa famille maternelle, des Prés de Montpezat sont intimement liés à l'Église depuis le cardinal Pierre des Prés qui a fondé la collégiale Saint-Martin de Montpezat-de-Quercy avec un statut qui permet d'y nommer un membre de la famille.
Il va commencer sa carrière ecclésiastique auprès de son oncle, Jean des Prés, doyen de la collégiale Saint-Martin, puis abbé de la Garde-Dieu à Mirabel, avant de devenir, en 1519, évêque de Montauban.
Jean de Lettes, doyen de la collégiale de Saint-Étienne de Sapiac et vicaire général de son oncle en 1529.
Le 13 juillet 1537, il est nommé évêque de Béziers. Il y promulgue des statuts en 1537, 1540 et 1541. Il participe à la lutte contre le protestantisme. En 1543, Antoine Salicet, un colporteur protestant est brûlé en 1543.
En 1539, son oncle Jean des Prés-Montpezat, évêque de Montauban meurt. Il lui succède en 1539, mais conserve l'évêché de Béziers. L'administration du diocèse de Montauban est confiée à Pierre de Bisquère, vicaire général, ce qui laisse supposer qu'il est peu présent.
Il ne renonce à l'évêché de Béziers que le 30 mars 1543 en échange de l'abbaye de Moissac.
Il ne fait son entrée officielle à Montauban dont il est le co-seigneur que le 24 décembre 1551. Il ne réside pas dans la ville. Comme ses prédécesseurs, il réside au château d'Escatalens ou au château de Piquecos construit par son oncle.
Les chanoines se montrant peu disciplinés, le premier président du parlement de Toulouse, Jean de Mansencal, poursuit l'un d'entre eux. Jean de Lettes prend sa défense, mais le roi Henri II envoie une lettre le 18 février 1551 demandant de faire une enquête dans son diocèse pour « le purger et netoyer de ses dites erreurs, scandales, faulces et réprouvées doctrines qui contaminent et infectent le troupeau de Jésus-Christ ».
Co-seigneur de Montauban, il a des relations courtoises avec les autorités municipales. Ses seuls sujets de discussions sont la création d'écoles qu'il propose de financer en 1548 ou d'une université à laquelle s'opposent les consuls.
Ses relations sont plus difficiles avec les moines de l'abbaye de Moissac. Un traité conclu en 1544 ramène le nombre de moines de 80 à 30. Après une nouvelle transaction, en 1554, un commentateur juge que la règle de l'abbaye s'apparente à celle d'un chapitre séculier.
Par ailleurs, il gère les biens de sa famille à Montpezat-de-Quercy, Piquecos et Puylaroque.
C'est à partir de 1553 qu'on constate que l'évêque prend à son service des collaborateurs protestants.

### Mariage avec Armande de Durfort-Boissière
Armande de Durfort-Boissières s'était mariée en 1526 avec Guillaume du Bosquet, d'une famille apparentée aux de Via, eux-mêmes alliés aux Duèze, famille du pape Jean XXII. Le couple est installé à Verlhac-Tescou. Deux enfants naissent de cette union, Isabeau et Mariet. Guillaume du Bosquet meurt en 1536 ou 1537. Les relations entre Jean de Lettes et Armande de Durfort ont dû commencer peu après, alors qu'il était encore vicaire général de son oncle. En 1539, Jean de Lettes a acheté les droits seigneuriaux de Beauvais, à 2 km de Verlhac-Tescou, et s'y est fait construire une demeure.
C'est probablement pour l'éloigner d'Armande de Durfort, qu'il devait connaître depuis son enfance, qu'on le nomme évêque de Béziers.
Ce concubinage devait être connu car trois enfants en sont nés : François, Jacques et Marguerite.
C'est probablement Armande de Durfort qui est la première à devenir protestante car si aucun protestant n'est connu dans la branche Durfort-Boissières, ce n'est pas le cas chez les Durfort-Duras.
Il a épousé Armande de Durfort selon le rite protestant, probablement au printemps 1556, à Montauban. Ils quittent Montauban pour la Suisse en juin 1556.
Pour se constituer des fonds, il va vendre ses différentes charges et biens :
- il vend dans une transaction restée secrète l'abbaye de Moissac, probablement à Louis de Lorraine-Guise, cardinal de Guise ;
- il se démet de l'évêché à son neveu Jacques II des Prés-Montpezat, peut-être en échange d'une partie du trésor de la cathédrale dont les chanoines se plaignent qu'il a été volé ;
- il vend le château de Beauvais et sa part de droits seigneuriaux à sa sœur Catherine.

À cela s'ajoute la part de revenus qu'il a pu thésauriser.

### En Suisse
À leur arrivée en Suisse, Jean de Lettes a acheté la baronnie d'Aubonne proche de Lausanne, acte daté de septembre 1556. L'acte comporte aussi la légitimation de ses enfants. Le nouveau baron d'Aubonne présidait le consistoire. Il a accueilli de nombreux réfugiés français, dont La Renaudie impliqué dans la conjuration d'Amboise.
Il est mort avant le 10 octobre 1563, date à laquelle ses fils Jacques et François sont devenus seigneurs et barons d'Aubonne.